# Bischofswiesen
Bischofswiesen – miejscowość i gmina w Niemczech, w kraju związkowym Bawaria, w rejencji Górna Bawaria, w regionie Südostoberbayern, w powiecie Berchtesgadener Land. Leży około 10 km na południowy wschód od Bad Reichenhall, przy drodze B20 i linii kolejowej Salzburg – Berchtesgaden.

## Demografia
Dane o ludności z 31 grudnia 2008:
| Opis                                | Ogółem | Ogółem | Kobiety | Kobiety | Mężczyźni | Mężczyźni |
| ----------------------------------- | ------ | ------ | ------- | ------- | --------- | --------- |
| Jednostka                           | osób   | %      | osób    | %       | osób      | %         |
| Populacja                           | 7467   | 100    | 3920    | 52,5    | 3547      | 47,5      |
| Wiek przedprodukcyjny (0–17 lat)    | 1170   | 15,67  | 562     | 7,53    | 608       | 8,14      |
| Wiek produkcyjny (18–65 lat)        | 4491   | 60,14  | 2269    | 30,39   | 2222      | 29,76     |
| Wiek poprodukcyjny (powyżej 65 lat) | 1806   | 24,19  | 1089    | 14,58   | 717       | 9,6       |

## Polityka
Wójtem gminy jest Toni Altkofer z FWG, rada gminy składa się z 20 osób.
|      | CSU | SPD | FWG | Zieloni | UWG | Razem |
| 2008 | 7   | 5   | 6   | 1       | 1   | 20    |
| 2002 | 6   | 5   | 6   | 1       | 2   | 20    |

## Współpraca
Miejscowość partnerska:
- Wölbling, Austria